# SA Mathis

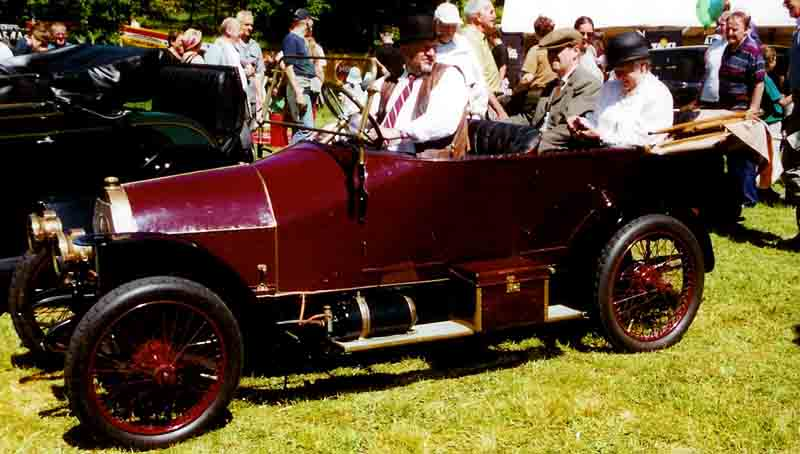
Mathis 6/16 PS (1911)

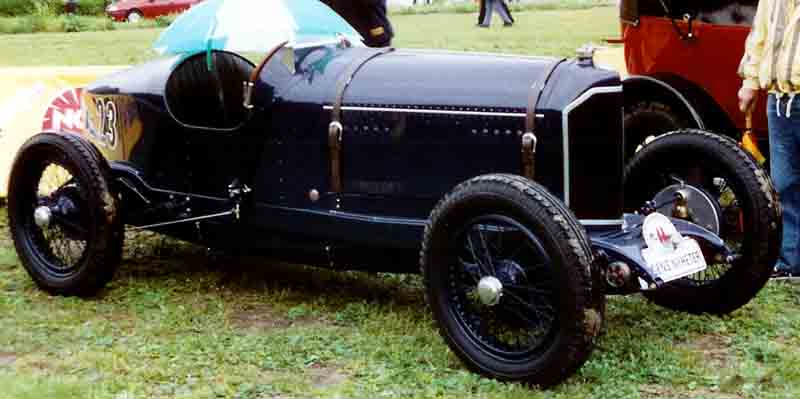
Mathis GM Sports (1923)

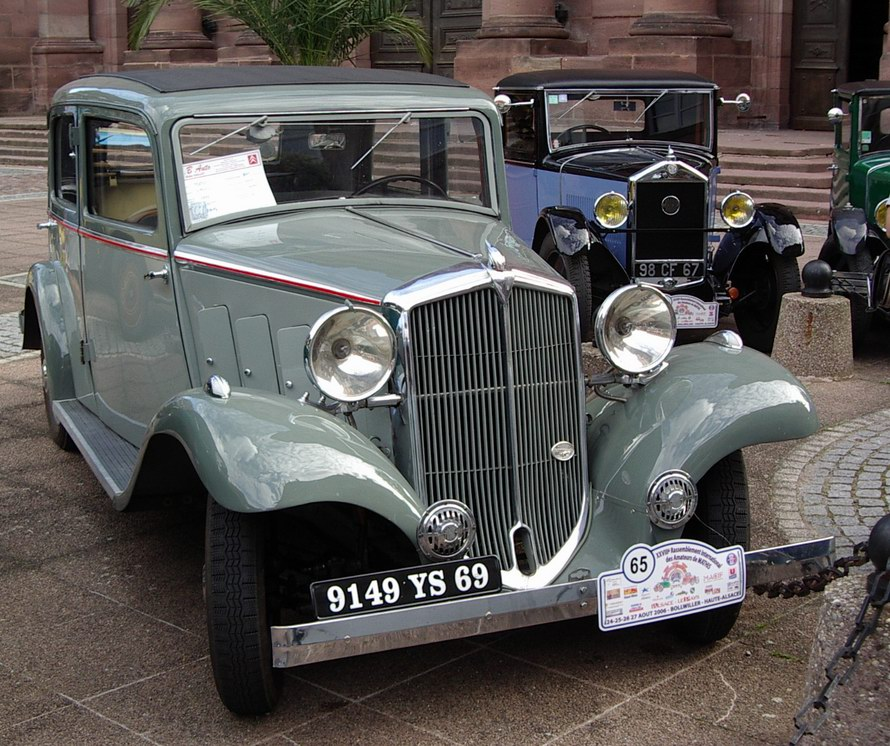
Mathis EMY4S (1933)

Mathis byla firma vyrábějící mezi lety 1910 až 1950 automobily. Založil ji Émile Mathis (1880–1956) v alsaském městě Kehl am Rhein, poté se však přestěhovala do Štrasburku. 

## Historie
Mathis založil firmu zabývající se původně prodejem a servisem osobních automobilů. Za několik let Mathis patřil k největším prodejcům automobilů v celém regionu, prodával vozy značek Fiat, De Dietrich a Panhard-Levassor. V roce 1901 se Mathis seznámil s konstruktérem De Dietrichem, pro kterého pracoval i mladý Ettore Bugatti. Na začátku roku 1904 se Mathis a Bugatti začali zabývat myšlenkou stavby vlastního vozu. Za necelý rok vyvinuli dva modely, prodávány byly v letech 1904–1905 pod značkou Hermes. Současně s nimi prodával Mathis mezi lety 1905–1906 tři typy s motory o výkonu 28, 40 a 98 koní, všechny vozy byly podobné tehdejším Mercedesům s řetězovým převodem. V roce 1906 se ale Bugatti a Mathis kvůli trvalým rozporům rozešli.
Designér a automobilový závodník Dragutin Esser navrhl dva vozy s objemy motoru 2 025 cm³ a 2 253 cm³, které Mathis vyráběl v licenci firmy Stoewer. První „opravdový“ model Mathis – 8/20 PS uvedla firma na trh v roce 1910, avšak skutečný úspěch slavila až s dvěma menšími vozy těsně před válkou: Babylette s motorem o objemu 1,1 l a Baby s 1,3 litrovým motorem. Vyráběn byl i model Knight.
Během války byl Mathis několikrát pověřen německou vládou (Alsasko bylo v té době součástí Německa) k cestě do Švýcarska, kde měl nakupovat pneumatiky. Na jedné z těchto cest však odjel do Francie a zůstal tam až do skončení války. Do své továrny se mohl vrátit až poté, co Alsasko připadlo Francii.
V poválečném období se produkce vozů prudce zvyšovala a firma byla v roce 1927, s více než 20 000 vyrobenými vozy, čtvrtým největším francouzským výrobcem automobilů. Mathis se pokoušel soupeřit s Citroënem. Model SB následoval v roce 1923 šestiválcový typ s motorem 1 188 cm³, o dva roky později vznikl i osmiválec. V roce 1927 se Mathis rozhodl pro výrobu pouze jednoho typu. Vůz MY měl čtyřválcový motor s objemem 1,2 litru. Přes Mathisovu politiku jednoho modelu vznikl hned příští rok šestiválcový Emysix s motorem 2 288 cm³. V roce 1930 se také Mathis neúspěšně pokusil spolupracovat se zakladatelem firmy General Motors W. C. Durantem. Jejich ambiciózní plán vyrábět 100 000 vozů v Durantově továrně v Lansingu v Michiganu ztroskotal kvůli Durantově krachu dřív, než jej mohli začít realizovat.  
Mathisův typ FOH, s třílitrovým řadovým osmiválcem, uvedený na trh v roce 1931, měl velmi krátký život. Mnohem modernější a také úspěšnější byl Emyquattre z roku 1933. Měl motor o objemu 1 445 cm³, vybaven byl synchronizovanou převodovkou, hydraulickými brzdami a nezávislým zavěšením předních kol. Následující osmiválcový Emyhuit však přišel příliš pozdě na to, aby zabránil úpadku firmy Mathis. 
Americká Ford Motor Company v Evropě rychle expandovala s upraveným modelem Ford Y (Tracford) a tak došlo ve Štrasburku v roce 1934 k založení joint venture Ford a Mathis (SA Française Matford). Matford, v té době kopírující styl soudobých britských modelů Ford, se brzy stal největším konkurentem původní továrny Mathis a ta byla v roce 1935 uzavřena. Matford přerušil výrobu v roce 1939.
Émile Mathis znovu získal svou továrnu před druhou světovou válkou, kdy používala i logo Ford. Mathis se po válce pokoušel najít nový výrobní program avšak všechny jeho pokusy (například model VL333 se třemi koly a motorem 700 cm³ z roku 1945 a prototyp s náhonem předních kol s plochým šestiválcem 2,8 litru) skončily neúspěšně. Továrna byla udržována výrobou motorů pro malá letadla a součástek pro Renault. Firma Mathis skončila s výrobou v roce 1950 a továrna byla o čtyři roky později prodána firmě Citroën. Émile Mathis zemřel 3. srpna 1956 v Ženevě.